# Kupa na Bălgarija 2014-2015
La Coppa di Bulgaria 2014-2015 è stata la 93ª edizione del torneo. La competizione è iniziata il 23 settembre 2014 e si è conclusa il 30 maggio 2015 con la finale. Il Černo More Varna ha vinto il titolo per la prima volta nella sua storia.

## Sedicesimi di finale
Al primo turno partecipano tutte le squadre ammesse alla competizione: le 12 squadre della A PFG, le 16 squadre della B PFG, 4 squadre vincenti le competizioni regionali (Manastirishte 2000 per il Nord-Ovest, Dunav Ruse per il Nord-Est, Atletik Kuklen per il Sud-Est, Pirin Goce Delčev per il Sud-Ovest).
| Squadra 1              | Risultato   | Squadra 2         |
| ---------------------- | ----------- | ----------------- |
| 23 settembre 2014      |             |                   |
| Lokomotiv Mezdra       | 0 – 4       | Botev Plovdiv     |
| Spartak Varna          | 1 – 7       | Levski Sofia      |
| Vereja                 | 0 – 2       | Lokomotiv Plovdiv |
| 24 settembre 2014      |             |                   |
| Montana                | 2 – 1 (dts) | CSKA Sofia        |
| Pirin Razlog           | 0 – 1       | Lokomotiv Sofia   |
| Dunav Ruse             | 4 – 0       | Rakovski 2011     |
| Sozopol                | 0 – 2       | Černo More Varna  |
| PFC Burgas             | 0 – 1       | Beroe             |
| Manastirishte 2000     | 1 – 4       | Lokomotiv GO      |
| Atletik Kuklen         | 0 – 6       | Bansko            |
| Botev Gălăbovo         | 1 – 0       | Marek Dupnica     |
| Septemvri Simitli      | 1 – 3       | Haskovo           |
| Pirin Goce Delčev      | 3 – 0       | Dobrudža          |
| PSFK Černomorec Burgas | 1 – 3       | Slavia Sofia      |
| Botev Vraca            | 1 – 5       | Ludogorec         |
| 25 settembre 2014      |             |                   |
| Pirin Blagoevgrad      | 1 – 2 (dts) | Liteks Loveč      |

## Ottavi di finale
| Squadra 1                          | Totale      | Squadra 2         | Andata | Ritorno |
| ---------------------------------- | ----------- | ----------------- | ------ | ------- |
| 28 ottobre / 12 novembre 2014      |             |                   |        |         |
| Liteks Loveč                       | 7 – 1       | Pirin Goce Delčev | 3 – 1  | 4 – 0   |
| 28 ottobre / 3 dicembre 2014       |             |                   |        |         |
| Černo More Varna                   | 4 – 2       | Slavia Sofia      | 2 – 0  | 2 – 2   |
| Lokomotiv Plovdiv                  | 3 – 2       | Botev Plovdiv     | 1 – 1  | 2 – 1   |
| 29 ottobre / 14 novembre 2014      |             |                   |        |         |
| Botev Gălăbovo                     | 2 – 9       | Lokomotiv Sofia   | 1 – 4  | 1 – 5   |
| 29 ottobre / 3 dicembre 2014       |             |                   |        |         |
| Montana                            | 2 – 4       | Levski Sofia      | 2 – 0  | 0 – 4   |
| Haskovo                            | 3 – 2       | Bansko            | 3 – 0  | 0 – 2   |
| 29 ottobre / 6 dicembre 2014       |             |                   |        |         |
| Lokomotiv GO                       | 2 – 1       | Dunav Ruse        | 1 – 1  | 1 – 0   |
| 29 ottobre 2014 / 22 febbraio 2015 |             |                   |        |         |
| Beroe                              | 2 – 2 (gfc) | Ludogorec         | 2 – 1  | 0 – 1   |

## Quarti di finale
| Squadra 1                  | Totale | Squadra 2       | Andata | Ritorno |
| -------------------------- | ------ | --------------- | ------ | ------- |
| 21 febbraio / 3 marzo 2015 |        |                 |        |         |
| Levski Sofia               | 4 – 1  | Haskovo         | 3 – 0  | 1 – 1   |
| 21 febbraio / 5 marzo 2015 |        |                 |        |         |
| Černo More Varna           | 6 – 0  | Lokomotiv GO    | 1 – 0  | 5 – 0   |
| 22 febbraio / 4 marzo 2015 |        |                 |        |         |
| Lokomotiv Plovdiv          | 4 – 2  | Lokomotiv Sofia | 2 – 1  | 2 – 1   |
| 4 / 18 marzo 2015          |        |                 |        |         |
| Liteks Loveč               | 0 – 5  | Ludogorec       | 0 – 0  | 0 – 5   |

## Semifinali
| Squadra 1          | Totale | Squadra 2         | Andata | Ritorno |
| ------------------ | ------ | ----------------- | ------ | ------- |
| 7 / 28 aprile 2015 |        |                   |        |         |
| Černo More Varna   | 8 – 3  | Lokomotiv Plovdiv | 5 – 1  | 3 – 2   |
| 8 / 29 aprile 2015 |        |                   |        |         |
| Ludogorec          | 0 – 1  | Levski Sofia      | 0 – 0  | 0 – 1   |

## Finale
| Arbitro: | Ivaylo Stoyanov |

|           |           |                           |
| Añete 72’ | Marcatori | 90+2’ Bacari 119’ Coureur |